# جوزيف جوميس
جوزيف جوميس (بالفرنسية: Joseph Gomis)‏ مواليد 2 يوليو 1978 في إفرو، فرنسا، هو لاعب كرة سلة فرنسي سابق. بدأ مسيرته الاحترافية في سنة 1996. اعتزل اللعب في 2015.

## المسيرة الاحترافية
لعب مع نانسي باسكت في الدوري الفرنسي في موسم 2001–2002، ثم لعب مع بريوغان في الدوري الإسباني من سنة 2002 إلى 2005، ثم لعب مع بلد الوليد من سنة 2005 إلى 2008، ثم لعب مع بالونكيستو مالقا في الدوري الإسباني من سنة 2008 إلى 2010، ثم لعب مع سبيرو شارلوروا في موسم 2010–2011، ثم لعب مع ليموج سي إس بي في الدوري الفرنسي من سنة 2011 إلى 2014، ثم لعب مع جاي إس إف نانتير في موسم 2014–2015.

## روابط خارجية
- جوزيف جوميس على موقع الاتحاد الدولي لكرة السلة (الإنجليزية)
- جوزيف جوميس على موقع الدوري الأوروبي لكرة السلة (الإنجليزية)
- جوزيف جوميس على موقع الدوري الإسباني لكرة السلة (الإسبانية)
- جوزيف جوميس على موقع كرة السلة الأوروبية.كوم (الإنجليزية)
- جوزيف جوميس على موقع ريلجم (الإنجليزية)
- جوزيف جوميس على موقع بروبوليرز (الإنجليزية)
- جوزيف جوميس على موقع سبورتس رفرنس (الإنجليزية)